# Гексахлороплатинат(IV) лития
Гексахлороплатинат(IV) лития — неорганическое соединение, 
комплексное соединение хлоридов металлов лития и платины
с формулой Li2[PtCl6], растворяется в воде,
образует кристаллогидрат — оранжево-красные кристаллы.

## Получение
- Реакция раствора гексахлороплатината(IV) водорода и гидроксида лития[1]:

{\displaystyle {\mathsf {H_{2}[PtCl_{6}]+2LiOH\ {\xrightarrow {}}\ Li_{2}[PtCl_{6}]+2H_{2}O}}}

## Физические свойства
Гексахлороплатинат(IV) лития
растворяется в воде, этаноле.
Не растворяется в эфире .
Образует кристаллогидрат состава Li2[PtCl6]•6H2O — оранжево-красные кристаллы.

## Химические свойства
- Кристаллогидрат при нагревании теряет воду:

{\displaystyle {\mathsf {Li_{2}[PtCl_{6}]\cdot 6H_{2}O\ {\xrightarrow {180^{o}C}}\ Li_{2}[PtCl_{6}]+6H_{2}O}}}